# Tantalite-(Fe)
La tantalite-(Fe) (in passato chiamata ferrotantalite; simbolo IMA: Ttl-Fe) è un minerale del supergruppo della columbite e del gruppo della columbite, appartenente alla classe degli "ossidi e idrossidi" composto da ferro e tantalio con composizione Fe2+Ta2O6.

## Etimologia e storia
Il nome deriva dal contenuto di ferro e da quello del personaggio mitologico greco Tantalo per via della difficoltà incontrata nella dissoluzione del minerale. Il minerale originariamente era conosciuto come ferrotantalite, ma il nome venne ufficialmente cambiato nel 2008.

## Classificazione
Secondo la classificazione Nickel-Strunz, la tantalite-(Fe) appartiene alla classe "4. Ossidi (idrossidi, V[5,6] vanadati, arseniti, antimoniti, bismutiti, solfiti, seleniti, telluriti, iodati)" e da lì alla sottoclasse "4.D Metallo:Ossigeno = 1:2 e simili"; a sua volta essa è suddivisa in base alla dimensione dei cationi coinvolti, ritrovando così il minerale nella sezione "4.DB Con cationi di media dimensione; catene di ottaedri che condividono uno spigolo" dove insieme ai minerali qitianlingite, columbite-(Fe), columbite-(Mg), columbite-(Mn), tantalite-(Mg) e tantalite-(Mn) forma il sistema nº 4.DB.35.
Nella classificazione dei minerali secondo Dana, usata principalmente nel mondo anglosassone, la tantalite-(Fe) è elencata nella classe degli "ossidi e idrossidi" e da lì nella sottoclasse "Ossidi con Nb, Ta e Ti e formula A(B2O6)" dove forma la "serie della tantalite-colombite" con il sistema nº 08.03.02 insieme a columbite-(Fe), tantalite-(Mn), columbite-(Mn), columbite-(Mg) e tantalite-(Mg).

## Abito cristallino
La tantalite-(Fe) cristallizza nel sistema ortorombico nel gruppo spaziale Pbcn (gruppo nº 60) con i parametri reticolari a = 5,73 Å, b = 14,24 Å, c = 5,08 Å, così come con 4 unità di formula per cella unitaria.

## Origine e giacitura
La tantalite-(Fe) è un minerale accessorio delle pegmatiti granitiche, spesso associata a tapiolite-(Fe), della quale è un dimorfo.
La sua località tipo è Upper Bear Gulch, nella contea di Lawrence in Dakota del Sud (Stati Uniti). Sempre negli Stati Uniti è stata trovata in diversi siti come nella Census Area di Dillingham (Alaska), nella Contea di Larimer (Colorado), nella Contea di Fairfield (Connecticut) e nella Contea di Amelia (Virginia).
In Italia la tantalite-(Fe) è stata rinvenuta in Lombardia nei pressi di Colico e in Piemonte (Craveggia, Druogno e Trontano).
In Germania è stata trovata vicino a Germersheim in Renania-Palatinato e a Löbau nel distretto di Görlitz (Sassonia).
In Russia la tantalite-(Fe) è stata trovata negli Oblast' di Chelyabinsk, di Murmansk e di Sverdlovsk.
Altre località sono sparse in tutto il mondo.
Al di fuori della Terra, è stata trovata sulla Luna nella Valle Taurus-Littrow durante la missione Apollo 17.

## Forma in cui si presenta in natura
La sua durezza sulla scala Mohs è compresa tra 6 e 6,5. Forma cristalli color nero-acciaio con una brillantezza subadamantina, oleosa, metallica e submetallica.
Lo striscio sulla mattonella è di colore nero o bruno-rossastro scuro.